# Chiesa di Sant'Ermete (Ischia di Castro)
La chiesa di Sant'Ermete Martire è la parrocchiale di Ischia di Castro, in provincia e diocesi di Viterbo; fa parte della zona pastorale di Montefiascone-Tuscania.

## Storia e descrizione
È priva delle memorie antiche poiché sprovvista di archivio.
Nel corso dei secoli ha subito diverse trasformazioni; l'architettura, opera dell'architetto Prada di Viterbo, risale principalmente alla ricostruzione del 1759-1766, tranne l'altare maggiore di stile imperiale napoleonico, costruito nel 1816 dall'arciprete Francesco Maria Ferri. Dello stesso stile è la cappella del Sacramento, invece, la facciata si presenta per la maggior parte in stile barocco.
L'aula principale, con cappelle laterali tra loro comunicanti, occupa gran parte dell'interno. Vi sono conservate opere di interesse artistico fra le quali il fonte battesimale basato su due gradini di travertino e posto sopra un pilastro lavorato che sorregge la parte superiore a forma di conca, sormontata da una specie di cupola sulla cui sommità vi è la statuina di san Giovanni Battista. Inoltre vi è incisa anche la data di esecuzione (1538).
Nella stessa cappella si trova l'affresco della Madonna del Popolo e in quella seguente, sopra uno degli archi di passaggio, è situato il sarcofago del cardinale Giovanni Castiglioni.
Sulla facciata interna sono rappresentate le scene del battesimo, del martirio e della gloria di sant'Ermete. Di grande importanza per gli ischiani è il quadro della Madonna del Giglio, patrona del paese, costituito da una piccola tela del pittore Luigi Cochetti, di stile classico-romantico, portata in processione in occasione della festa paesana.
Nella stessa cappella è esposta una tela dell'Annunciazione. Notevoli sono i due amboni di marmo del IX secolo, provenienti da Castro. Del 1965 è l'altare maggiore costituito da un masso di travertino sulla cui superficie sono scolpiti in basso rilievo i momenti più importanti dell'Antico e Nuovo Testamento. Nel restauro degli stessi anni è stata ritrovata la lastra di marmo che ricorda la consacrazione dello stesso duomo avvenuta nel 1286.
In passato la chiesa di S. Ermete aveva cinque sepolture: una per i sacerdoti nella platea, una per i bambini davanti alla porta maggiore, una per i forestieri, una per i poveri ed infine una per coloro che avevano la possibilità economica. Oltre a queste tombe ci sono stati anche due cimiteri, uno sotto il presbiterio e successivamente sotto la chiesa. Quest'ultimo venne chiuso il 29 agosto 1874.

## Galleria d'immagini

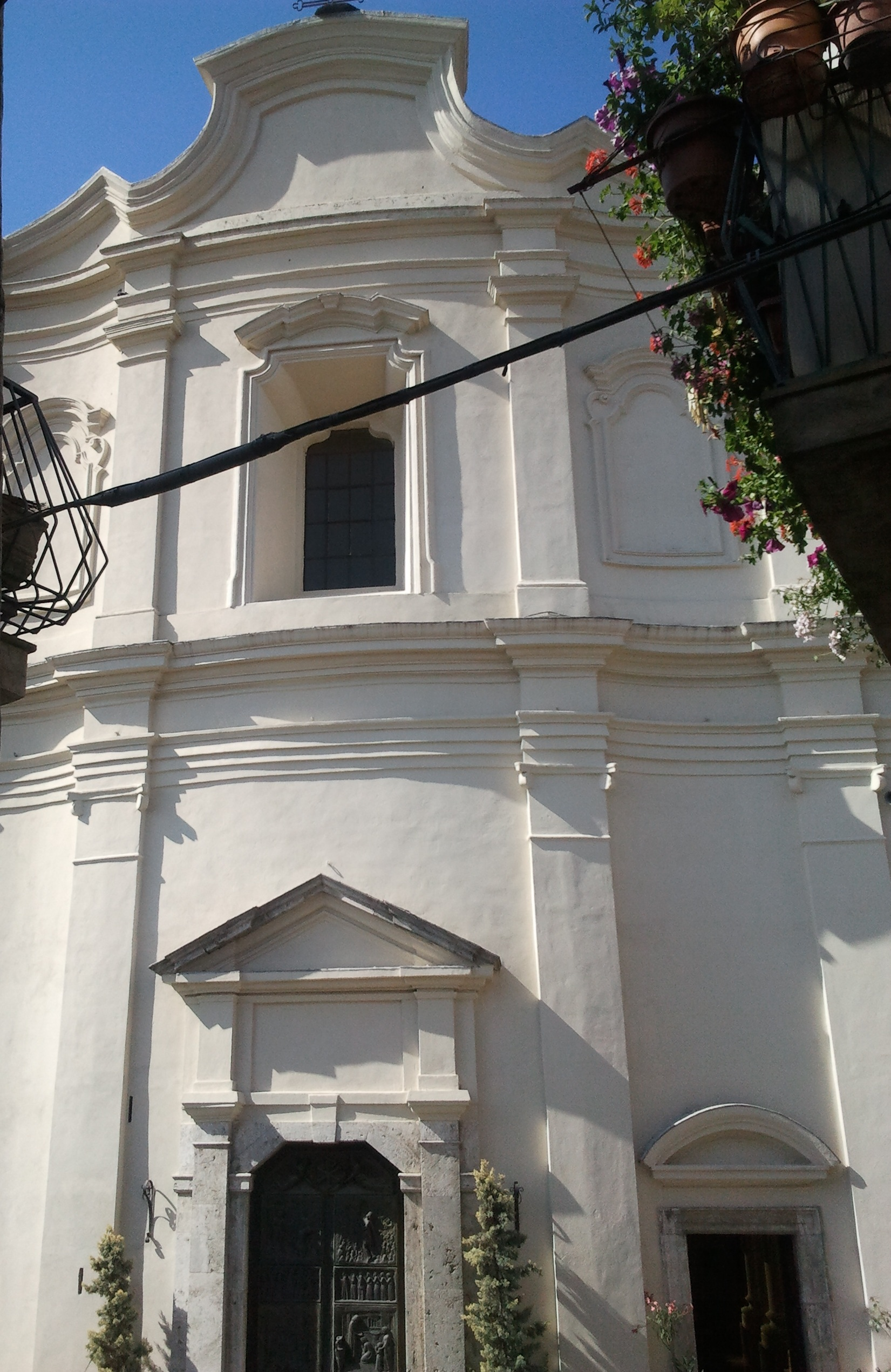
Esterno del duomo
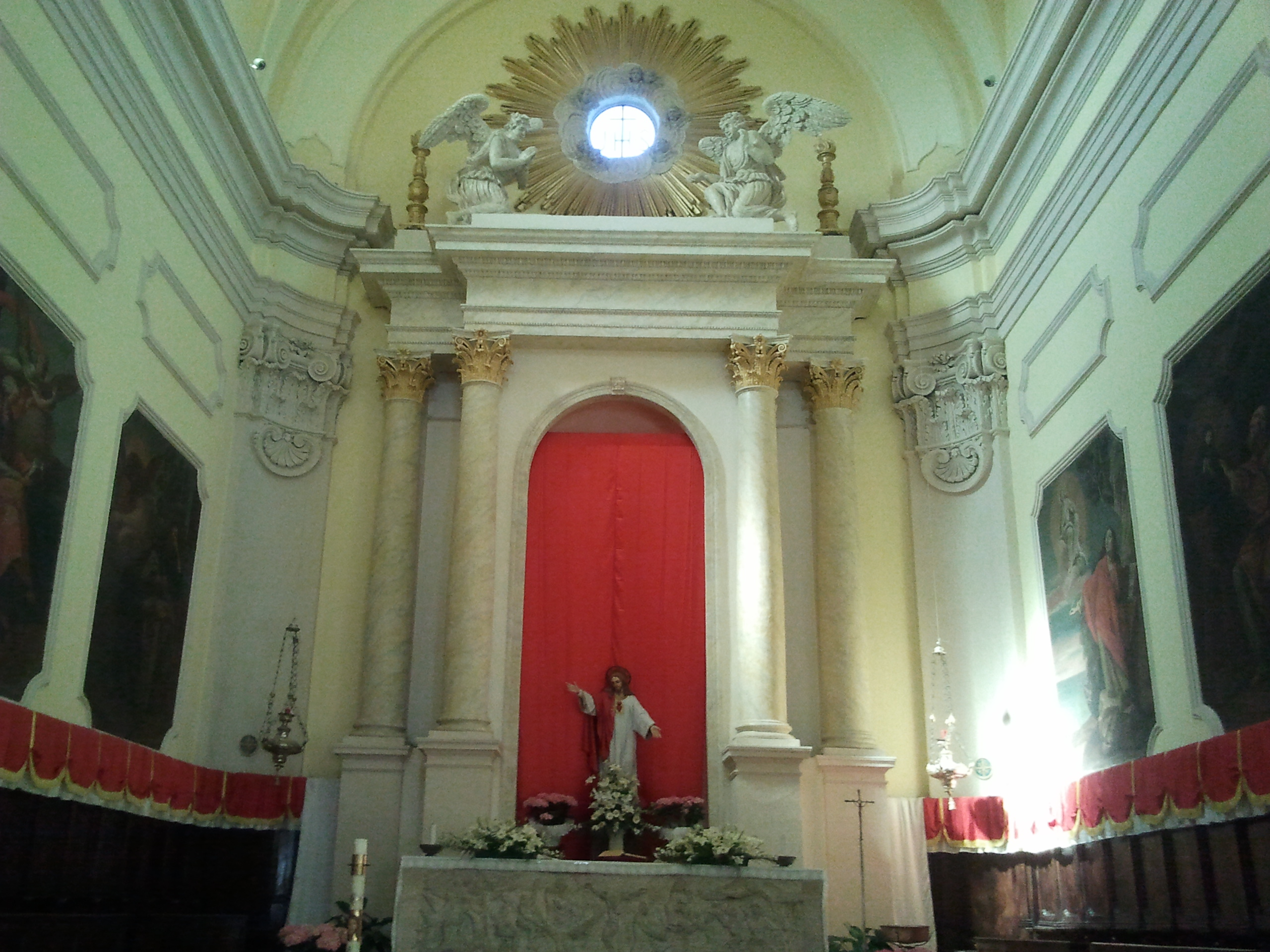
Altare del duomo
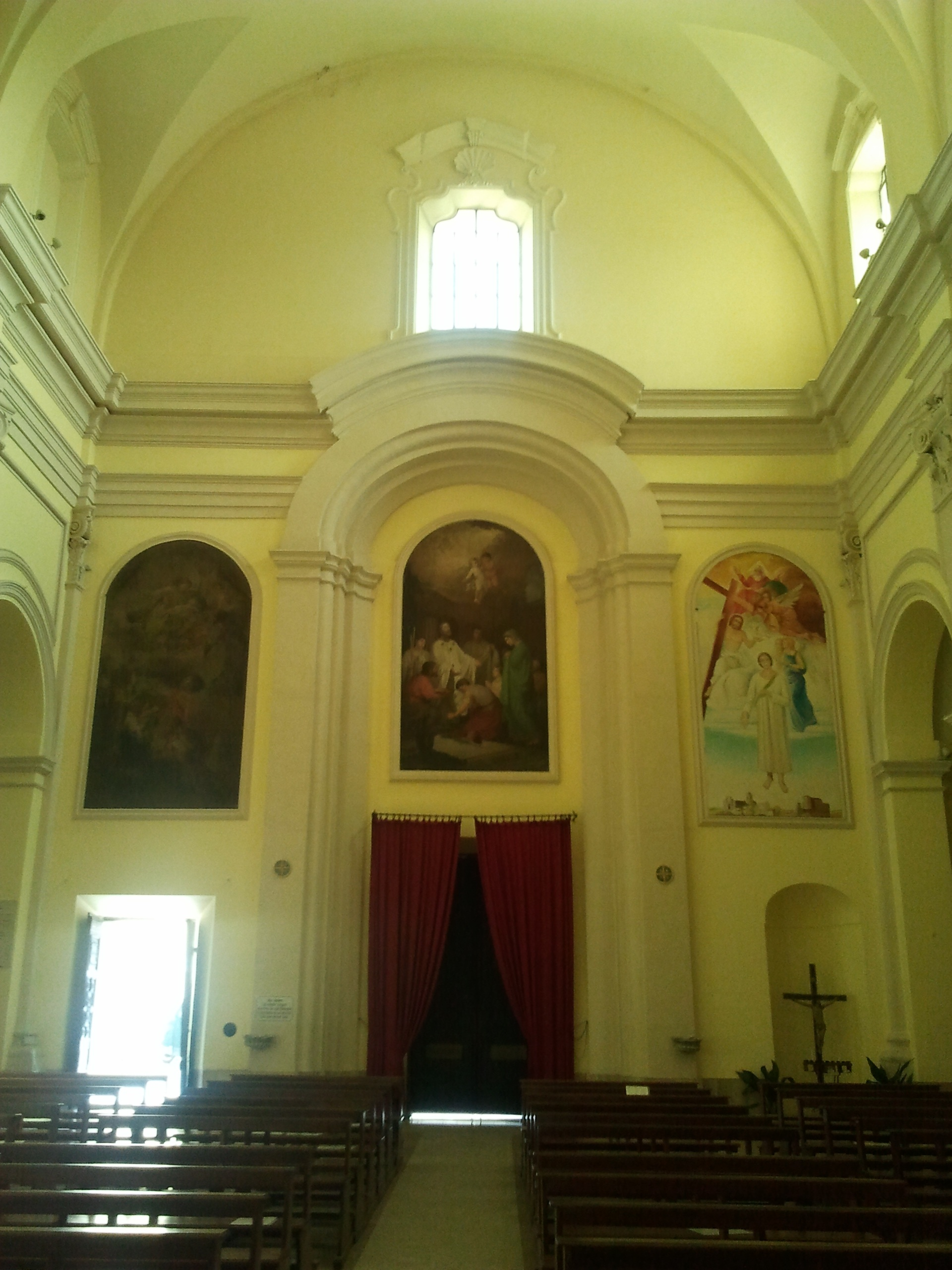
Quadri in fondo al duomo
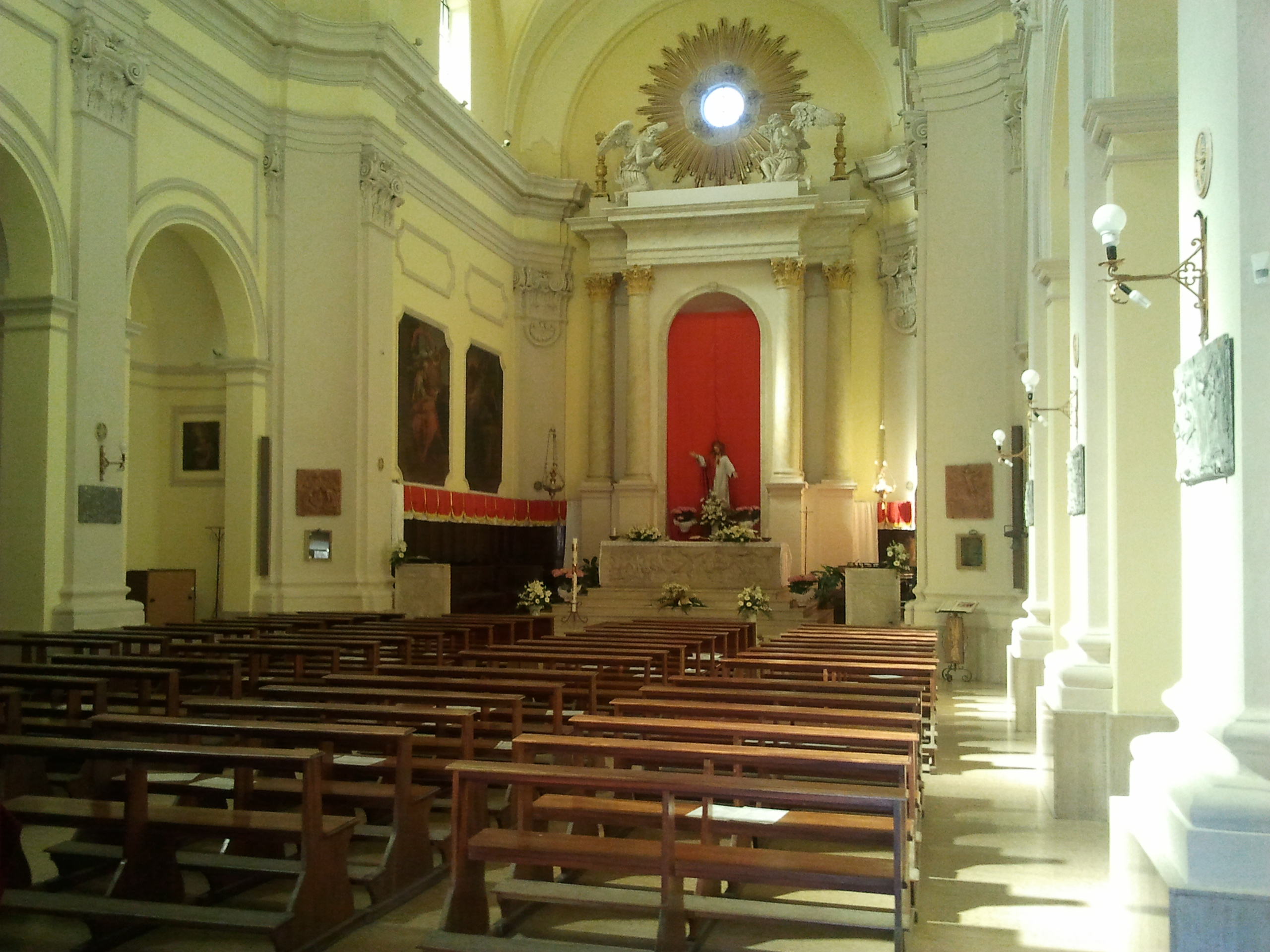
Interno del duomo
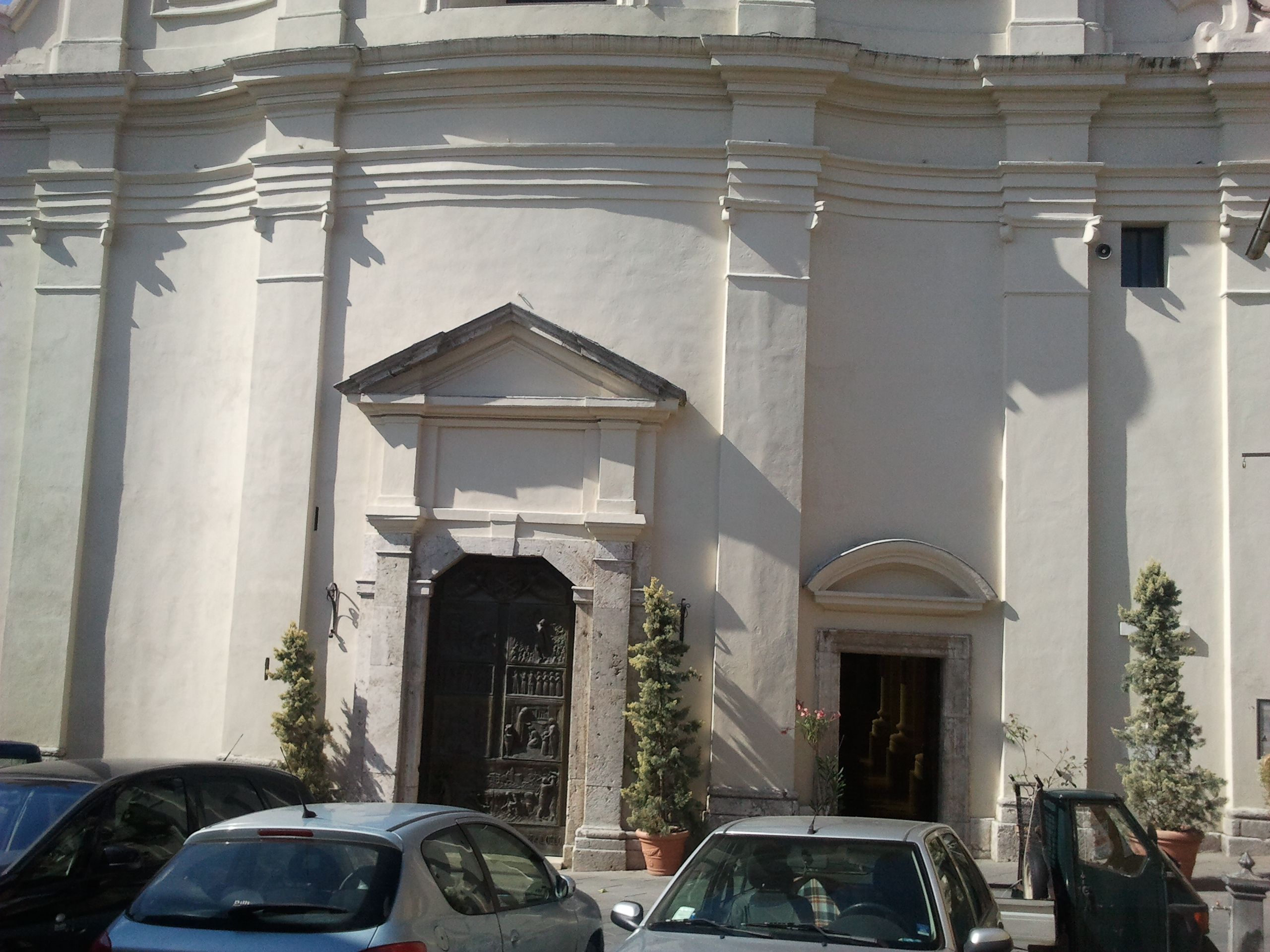
Ingresso del duomo